# Goldie y Wendy
Goldie y Wendy son personajes ficticios de la novela gráfica Sin City de Frank Miller. Son gemelas y líderes de las prostitutas de Old Town. En la película de 2005 y en la secuela están interpretadas por Jaime King. 

## Biografía ficticia
Una noche, Goldie ofreció sus servicios sexuales a Marv. Él se enamoró completamente de ella. Marv oye el ruido de la policía y cuando se despierta, ve a Goldie muerta. Era un plan de Patrick Roark utilizando a Kevin, un caníbal muy ágil. Wendy va en busca de Marv pensando que él es el asesino. Gail lo ata en una silla y tras interrogarlo se desata con facilidad y Wendy ve que él no es el asesino. Tras descubrir que el asesino era Kevin, Wendy y Marv van a la Granja Roark, dónde se encuentra con el asesino. Cuando llegan Wendy espera en el coche. Marv mata a Kevin y más tarde al Cardenal Roark, pero los policías le ven en el acto. Lo condenan a la silla eléctrica, pero antes, Wendy va a visitarle a la cárcel, y Marv equivocadamente la llama Goldie, y ella le contesta "llámame Goldie". Poco después Marv muere en la segunda descarga de la silla eléctrica.

## Apariciones en cómics
- The Hard Goodbye (1991-1992)
- A Dame to Kill For (1993)
- And Behind Door Number Three? (1994)

## Cine
- Sin City (2005) interpretadas por Jaime King.
- Sin City: A Dame to Kill For (2013) interpretadas por Jaime King.

- Datos: Q3884235